# Arizona-Territorium

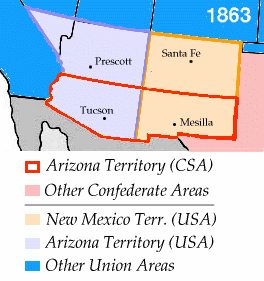

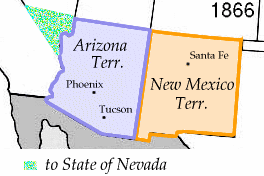

Das Arizona-Territorium war ein vom US-Kongress verwaltetes Gebiet in den Vereinigten Staaten, das vom 24. Februar 1863 an bestand. Unter dem Namen Arizona trat es dann als 48. Bundesstaat am 14. Februar 1912 der Union bei und erweiterte damit als letzter Staat das Kernland der 48 territorial zusammenhängenden Staaten der Union (sogenannte Lower 48).
Nach dem Mexikanisch-Amerikanischen Krieg 1848 wurde im Vertrag von Guadalupe Hidalgo ein Gebiet, das etwa die heutigen Bundesstaaten New Mexico und Arizona umfasste, als New-Mexico-Territorium, von Mexiko an die Vereinigten Staaten abgetreten.
Um 1860 gab es erstmals konkrete Überlegungen, das New-Mexico-Territorium zu teilen und ein Arizona-Territorium abzuspalten. Allerdings gingen diese Vorschläge eher von einer Teilung in ein nördliches und ein südliches Territorium aus, statt in eine westliche und eine östliche Hälfte, wie es den späteren Bundesstaaten entsprach. Kurz vor dem Amerikanischen Bürgerkrieg 1861 teilte sich das Gebiet in einen nördlichen Teil, der zu den Nordstaaten gehörte, und einen südlichen Teil, der sich den Konföderierten Staaten von Amerika anschloss.
1863 erklärte Abraham Lincoln dieses Gebiet für selbständig. Als Hauptstadt wurde Prescott gewählt. Nach dem Ende des Bürgerkriegs erfolgte dann die Teilung in eine westliche Hälfte (Arizona-Territorium) und eine östliche (New-Mexico-Territorium). Das Arizona-Territorium grenzte nun im Osten an New Mexico, im Norden an Utah, im Süden an den mexikanischen Staat Sonora sowie im Westen an Nevada und Kalifornien, von denen es durch den unteren Lauf des Colorado Rivers getrennt wurde.